# Grigorovich SUVP
SUVP là một loại máy bay chở khách cánh trên của Liên Xô. Nó được chế tạo năm 1925 tại nhà máy Krasny Letchik ở Nga.

## Tính năng kỹ chiến thuật (SUVP)
Đặc điểm tổng quát
- Kíp lái: 1
- Sức chứa: 3
- Chiều dài: 8,4 m ()
- Sải cánh: 13,7 m ()
- Chiều cao: 12 ft (3,7 m)
- Diện tích cánh: 24,1 m2 ()
- Trọng lượng rỗng: 820kg ()
- Trọng lượng có tải: 1150kg ()
- Động cơ: 1 × Bristol-Lucifer, 100 hp (75 kW)

 Hiệu suất bay 
- Vận tốc hành trình: 139km/h
- Trần bay: 3050m ()
- Công suất/trọng lượng: 11,5kg/hp ()